# Parafia Matki Boskiej Królowej Polski w Łączanach
Parafia Matki Boskiej Królowej Polski w Łączanach – parafia rzymskokatolicka usytuowana w Łączanach. Należy do dekanatu wierzbickiego w diecezji radomskiej.

## Historia
- Drewniana kaplica tymczasowa powstała tu w 1974. Parafia erygowana została 1 grudnia 1984 przez bp. Edwarda Materskiego z wydzielonych wiosek parafii Wierzbica i Skaryszew. Kościół pw. NMP Królowej Polski, według projektu arch. Jerzego Maja i konstr. Stanisława Duchnika, zbudowano w latach 1983 - 1986 staraniem ks. Tadeusza Lutkowskiego i ks. Stanisława Cieślikowskiego. Poświęcenia świątyni dokonał 30 listopada 1986 bp. Walenty Wójcik. Konsekracji kościoła dokonał bp. Jan Chrapek 1 października 2001. Kościół jest zbudowany z czerwonej cegły.

## Terytorium
- Do parafii należą: Łączany, Podgórki, Podsuliszka, Pomorzany (nr. 1-53), Suliszka[1].

## Proboszczowie
- 1984 - 2016 - ks. kan. Stanisław Cieślikowski
- 2016 - ks. Robert Szewczyk